# Деспина Ванди
Дѐспина Вандѝ (на гръцки: Δέσποινα Βανδή), сценичен псевдоним на Дѐспина Малѐа (на гръцки: Δέσποινα Μαλέα), е гръцка певица от понтийски произход, родена в Тюбинген, Германия. Семейството ѝ се завръща в Кавала, когато тя е на шест години, и там завършва средното си образование. След това започва да учи педагогика, психология и философия в Солунския университет. По това време тя привлича вниманието на известния гръцки певец Василис Карас, който я кани да му акомпанира всяка вечер в собствения му клуб. В началото на 90-те години се премества в Атина и подписва договор с музикалната компания Minos EMI. Деспина Ванди е една от най-успешните гръцки певици през последните 15 години.

## Живот и кариера

### 1994 – 1996 г.: Ранни години
Първият албум на Ванди излиза през 1994 г. и носи заглавието „Γέλα μου“ („Усмихни ми се“). От албума се отличават песните „Γέλα μου“, „Αδιέξοδο“ („Безизходица“) – в дует с Янис Париос и „Δεν υπάρχει τίποτα“ („Не съществува нищо“), на която по-късно е направена кавър версия от Тони Дачева на български със заглавието „Губя те“.
През 1996 г. излиза вторият ѝ албум, озаглавен „Εσένα περιμένω“ („Тебе чакам“). Повечето песни в него са написани от нейния приятел и музикален директор Тони Кондаксакис. Голям успех имат песните „Δεν πεθαίνει η αγάπη“ („Не умира любовта“), „Έφυγες“ („Тръгна си“), „Εσένα περιμένο“ и „Έρωτας αλήτης“ („Истинска любов“). Деспина вече е известна не само в Гърция – изнася множество концерти пред сънародниците си в САЩ, Австралия и Европа.

### 1997 – 1999 г.: Сътрудничество с Фивос и пробив
1997-а е годината, в която Ванди прави пробив в гръцката музика, партнирайки си с известния композитор Фивос, който дотогава работи с Кети Гарби. Същата година излиза албумът „Δέκα εντολές“ („Десет заповеди“), който е продаден в над 100 000 копия. Успех бележат песните „Ο περιττός“ („Излишният“), „Δέκα εντολές“, „Νυχτολούλουδο" („Нощно цвете“) и „Ουτοπία“ („Утопия“). Партньорството на Ванди и Фивос ще се окаже едно от най-забележителните в гръцката музикална индустрия и те ще продължат да имат успех и през следващите години.
През 1998 г. Ванди издава сингъла „Σπάνια“ („Рядко“). Същата година е поканена да играе гост-звезда в хитовото телевизионно шоу „Δύο ξένοι“ („Двама чужди“) и получава добри отзиви за актьорския си талант.
Следващият албум е „Προφητείες“ („Предсказания“), който в деня на издаването си е сертифициран златен, а за два дни – платинен. През 1999 г. продава 70 000 копия, което го прави най-продавания албум на певица за съответната година. През 2000 г. са продадени още 80 000 екземпляра и албумът става три пъти платинен. С този албум Ванди вече е в Светата троица на гръцката поп-сцена заедно с Ана Виси и Гарби. Хитове от албума стават „Άπαπα“, „Προφητείες“, „Στα 'δωσα όλα“ („Дадох ти всичко“), „Κλείνομαι“ („Заключвам се“), „Γιατρικό“ („Лекарство“), „Το κοριτσάκι σου“ („Момичето ти“) и „Άκρως τολμηρό“ („Крайно смело“).

### 2000 – 2009 г.: Преместване вHeaven Musicи търговски пик
През 2000 г. излиза сънгълът „Υποφέρω“ („Страдам“), който се състои от 4 песни. Заглавната песен месеци наред оглавява класациите. „Υποφέρω“ става най-продаваният сингъл за всички времена със 150 000 копия или шест пъти платинен.
През следващата 2001 г. Деспина отива в новата компания Heaven Music – част от мощна медийна групировка. От EMI издават двоен диск с 25 от най-големите ѝ хитове. През декември същата година излиза двоен албум с 21 песни – „Γειά“ („Здравей“). Успехът е невероятен – само за 11 дни се продават 200 000 диска, което го прави най-продавания албум на века; до този момент успехът му не е надминат. Този проект утвърждава Деспина като една най-големите гръцки звезди. Заглавната песен става суперхит също из страните на Балканите и Ливан. Деспина прави отворен концерт в Солун, на който събира 60 000 души. Песните „Γειά“, „Έλα“ („Ела“), „Θέλω να σε δω“ („Искам да те видя“), „Λάθος άνθρωπος“ („Грешен човек“), „Ανάβεις φωτιές“ („Палиш огньове“), „Όλα οδηγούν σε σένα“ („Всички водят към теб“), „Όλο λείπεις“ („Все липсваш“), „Αχ, καρδούλα μου“ („Ах, сърце мое“), „Δέστε μου τα μάτια“ („Вържете ми очите“) и „Χριστούγεννα“ („Коледа“) стават едни от най-големите гръцки хитове.
През 2002 г. се появява сингълът „Άντε γειά“ („Сбогом“) с 3 нови песни. Оценили потенциала на „Γειά“, Деспина и Фивос решават да атакуват и англоезичния пазар. Песента е записана на английски и е закупена от най-влиятелния лейбъл за денсмузика Ministry of Sound. Издаден в множество страни, достига челни позиции в класациите (№ 1 във Великобритания). Клипът, заснет в Мароко, също активно се върти по MTV. На световните музикални награди в Монте Карло Деспина Ванди получава награда за „Най-успешен гръцки артист по света“, която посвещава на родината си.
На 7 септември 2003 г. Деспина, бременна в четвъртия месец, изнася концерт на живо от театър „Ликавиту“. Изпълнява над 60 песни, свои и вечни гръцки хитове. Записът от този концерт в двоен диск става платинен само за 2 дни. На концерта изпълнява две нови песни: „Φεύγουμε, καρδιά μου“ („Тръгваме, сърце мое“) и „Ό,τι ονειρευόμουν“ („Каквото мечтаем“). Омъжена за гръцкия футболен национал Демис Николаидис, имат дъщеря Мелина. В рамките на 3 месеца – май, юни и юли, Деспина издава диск с ремикси на 13 хита от албума „Γειά“, и синглите „Come Along Now“ (4 варианта на песента с подкрепата на „Кока-кола“) и „Opa opa“ (в 5 варианта), който се разпространява в цял свят чрез Ministry of Sound.
През декември 2004 г. на пазара се появява поредният диск на звездата „Στην αυλή του Παραδείσου“ („В двора на рая“), който съдържа 11 песни по текст и музика на Фивос, включително и дуети с Василис Карас и новата звезда на гръцката сцена Танос Петрелис. Само за един ден албумът става платинен, с което Ванди подобрява собствения си рекорд. След това албумът е преиздаден като специално издание с 4 нови песни и DVD. Като хитове се налагат песните „Happy End“, едноименната „Στην αυλή του Παραδείσου“, „Να τη χαίρεσαι“ („Да ѝ се радваш“), „Αχάριστη κι αλήτισσα“ („Неблагодарница и скитница“), „Jambi“ и „Amane“ („Аман“). Специалното издание на албума е разпространено в Русия, Украйна, Румъния, България, Унгария и Турция.
През 2006 издава сънгъла „Κάλαντα“ („Коледна песен“), на която песен Анелия прави кавър на български със заглавието „Дъх“. На 27 август 2007 г. Ванди ражда второто си дете, което кръщава Йоргос. Същата година издава нова песен, озаглавена Θέλω“ („Искам“), на която Емилия записва кавър на български със заглавието „История“. На 6 декември същата година издава албума „10 χρόνια μαζί“ („Десет години заедно“). Това е двоен албум, състоящ се от три диска, като първите два са с нови песни, а третият – с ремикси на стари хитове. Албумът бележи 10-годишното сътрудничество на Ванди с Фивос. Големи хитове от албума стават песните „Αγάπη“ („Любов“) и „Η γη κι η σελήνη“ („Земята и луната“), „Θα 'θελα“ („Бих искала“) и „Φαντάσου απλά“ („Представи си просто“). Албумът е четвъртият най-продаван за зимния сезон, тъй като е победен по продажби от албумите на Михалис Хадзиянис, Пеги Зина и Нотис Сфакианкис.
През 2008 г. изнася концерти в Австралия, а през 2009 – в САЩ и Канада. След две години, през които не е издавала нова песен, Деспина Ванди се завръща с песента „Υπάρχει ζωή“ („Има живот“), която се превръща в хит № 1. През лятото на 2009 г. започва турне с разпродадени над 150 000 билета; турнето става най-успешното за 2009 г.

### 2010 – 2012 г.:The Spicy Effect
През 2010 г. излиза песента „Κορίτσι πράμα“ („Момиче и половина“) и става първият изпълнител в каталога на Spicy Effect – музикалната компания на Фивос. На 13 юни същата година е издаден осмият албум на Ванди, озаглавен „C'est la vie“ („Такъв е животът“). С видеоклипове се сдобиват хитовете „Κομμάτι απ' την καρδιά σου“ („Парче от сърцето ти“) и „Έρωτα θέλει η ζωή“ („Любов иска животът“). През лятото на същата година започва съвместно турне с Ели Кокину.
През ноември 2011 г. издава песента „Μου 'χεις περάσει“ („Преодолях те“), към която е заснет и видеоклип, а песента е хит № 1 в 12 класации, като в класацията на радио „Rithmos 949“ е със само 1 глас пред Ана Виси.
В началото на 2012 г. излиза видеоклип към песента „Γυρίσματα“ („Кръговрати“), която също става голям хит. На 27 април е издаден албумът ѝ „Άλλαξα“ („Промених се“), който има голям успех и за по-малко от месец става двойно платинен. Първа от новите песни, избрана да се сдобие с видеоклип, е „Το νησί“ („Островът“), която е водещата песен от албума. Става огромен хит, който 3 месеца не слиза от класациите. На 21 юни на наградите на MAD TV Ванди печели наградата „Текст-атака“ за песента „Γυρίσματα“, а с микса, който се представя, взривява публиката. Голям успех има и втората поред песен в албума – „Τ' αστέρι μου“ („Моята звезда“). Въпреки че песента се сдобива с видеоклип едва в края на ноември, от септември до края на годината е хит номер 1, с който Ванди заема първите места и стои над основния си конкурент Виси. Любими песни на публиката са още „Καταλαβαίνω“ („Разбирам“) и „Μου φτιάχνεις τη μέρα“ („Оправяш ми деня“).

### 2013 – настояще: „Гласът на Гърция“ и завръщане вHeaven Music
На Деспина Ванди е било предлагано многократно да представи Гърция на песенния конкурс „Евровизия“, но тя винаги е отказвала. През 2013 и 2014 г. е водеща на представянето на песните за конкурса, а през 2014 и 2015 г. заедно с Андонис Ремос, Мелина Асланиду и Михалис Куйнелис е треньор в предаването „Гласът на Гърция“. Победителката от първия сезон, Мария Елена Кириаку, е от нейния отбор. През 2013 г. излиза песента „Χάνω εσένα“ („Губя те“), която 10 седмици е на върха в класациите.
На 22 декември 2014 г. Ванди издава нов албум, озаглавен „Δε με στάματησες“ („Не ме спря“). Това е първият албум от 1997 г., в който нито една от песните не е дело на Фивос. Вместо това тя сътрудничи с Димитрис Кондопулос, Елени Янацуля, Олга Влахопулу, Йоргос Сабанис, Никос Морайтис и Василис Гаврилийдис. Песните „Καλημέρα“ („Добро утро“), „Όλα αλλάζουν“ („Всичко се променя“) и „Κάνε κάτι“ („Направи нещо“) са издадени веднага след завръщането ѝ в Heaven Music.
През пролетта на 2015 г. е заснет клип към песента „Αν σου λείπω“ („Ако ти липсвам“), която е голям хит от албума. На 18 септември изнася голям концерт в театър „Веакио“. Концертът е записан, за да бъде издаден като концертен албум.
През есента излиза „Μια ανάσα μακριά σου“ („На дъх разстояние от теб“), а през декември е подкрепена с видеоклип. На 24 декември в коледно предаване певицата представя нова песен, озаглавена „Το μαξιλάρι“ („Възглавницата“).
На 21 февруари 2016 г. Деспина изнася концерт в България в „Зала 1“ на НДК, на който изпълнява най-известните си песни. В началото на април е издадена нова песен – „Για κακή μου τύχη“ („Заради лошия ми късмет“) по музика на Такис Бугас и текст на Елени Янацуля. Видеото на песента излиза на 1 юни, заснето е в Корфу от Костас Капетанидис. На 26 септември е излиза нова песен със заглавие „Πέρασα να δω“ („Минах да видя“) – заедно с нея е обявено и излизането на поредния албум на Ванди – „Αυτή είναι η διαφορά μας“ („Това е разликата ни“), който излиза на 6 октомври.

## Дискография

### Студийни албуми
- 1994 – Γέλα μου
- 1996 – Εσένα περιμένω
- 1997 – Δέκα εντολές
- 1999 – Προφητείες
- 2001 – Γειά
- 2004 – Στην αυλή του Παραδείσου
- 2007 – 10 χρόνια μαζί
- 2010 – C'est la vie
- 2012 – Άλλαξα
- 2014 – Δε με σταμάτησες
- 2016 – Αυτή είναι η διαφορά μας

### Сингли
- 1998 – Σπάνια
- 2000 – Υποφέρω
- 2002 – Άντε γειά
- 2003 – Γειά
- 2004 – Opa opa
- 2004 – Come Along Now
- 2006 – Κάλαντα

### Концертни
- 2003 – Despina Vandi Live
- 2016 – Live (Veakeio 2015)

## Награди
Arion Music Awards
| Година | Номинация          | Награда                |
| ------ | ------------------ | ---------------------- |
| 2003   | Άντε γειά          | Певица на годината     |
| 2003   | Γειά               | Най-продаван албум     |
| 2004   | Despina Vandi Live | Live албум на годината |

Greek Pop Corn Music Awards
| Година | Номинация          | Награда                              |
| ------ | ------------------ | ------------------------------------ |
| 1999   | Деспина Ванди      | Най-добро женско сценично присъствие |
| 1999   | Ούτε ένα ευχαριστώ | Най-добра женско изпълнение          |
| 2000   | Προφητείες         | Албум на годината                    |
| 2000   | Άπαπα              | Най-добра лаико песен                |
| 2001   | Деспина Ванди      | Певица на годината                   |
| 2001   | Деспина Ванди      | Най-добро сценично присъствие        |
| 2001   | Γειά               | Песен на годината                    |

MAD Video Music Awards
| Година | Номинация                | Награда                        |
| ------ | ------------------------ | ------------------------------ |
| 2005   | Happy End                | Най-добро лаико видео          |
| 2005   | Come Along Now           | Най-добро облекло във видео    |
| 2005   | Деспина Ванди            | Изпълнител на годината         |
| 2006   | Στην αυλή του Παραδείσου | Най-добро лаико видео          |
| 2006   | Jambi                    | Най-добър денс видеоклип       |
| 2007   | Aname                    | Най-добър дуетен видеоклип     |
| 2008   | Деспина Ванди            | Певица на годината             |
| 2010   | Деспина Ванди            | Певица на годината             |
| 2012   | Γυρίσματα                | Текст-атака                    |
| 2014   | Деспина Ванди            | Певица на годината             |
| 2014   | Деспина Ванди            | Артист на годината             |
| 2015   | Деспина Ванди            | Певица на годината – възрастни |
| 2016   | Деспина Ванди            | Певица на годината – възрастни |

World Music Awards
| Година | Номинация     | Награда                            |
| ------ | ------------- | ---------------------------------- |
| 2001   | Деспина Ванди | Най-успешен гръцки артист по света |